# Bras-reliquaire de saint Géréon
 (mai 2023).
Le bras-reliquaire de saint Géréon est un reliquaire fabriqué dans les années 1130 pour abriter des ossements de saint Géréon et de membres de la légion thébaine. L’œuvre appartient à la paroisse Saint-Maurice de Moritzberg-Hildesheim, mais est déposé depuis 1994 au musée de la cathédrale de Hildesheim où elle est exposée au sein de la collection permanente.

## Description
Le reliquaire, qui mesure 48 cm de haut, est entièrement réalisé en cuivre doré et gravé. La base a une forme d’écu en amande qui ne se retrouve nulle part ailleurs. Ce choix d’un bouclier est probablement lié au statut de saint militaire de Géréon, mais présente également l’avantage d’offrir un solide support, la forme allongée en hauteur des bras-reliquaires les rendant sinon naturellement instables. Une croix peinte en vernis brun sous la base est parfois décrite comme la plus ancienne référence à la croix dorée que portait prétendument son corps lorsqu’il a été exhumé. 
La manche cherche à imiter au plus près son équivalent textile, avec une reproduction des plis et une décoration gravé reproduisant les motifs des textiles de luxe de l’époque. La main est d’une forme très inhabituelle, différente du classique geste de bénédiction. Elle est légèrement ouverte, le pouce opposé à l’index pour tenir un objet, qui a toutefois disparu. Ici aussi l’artiste a très bien imité le geste naturel.
Le reliquaire contient plusieurs ossements qu’une inscription décrit comme un os du bras d’un membre de la légion thébaine et des fragments d’os de saint Géréon.

## Historique
L’œuvre n’est pas documentée, mais a probablement été réalisée dans les années 1130 du fait de ses caractéristiques stylistiques et du fait que les reliques de saint Géréon ont été exhumées en 1121. Dans les plus anciennes sources, elle se trouve déjà dans l’église Saint-Maurice de Moritzberg-Hildesheim. Du fait que saint Maurice est également lié à la légion thébaine, il est possible de supposer qu’il s’y est trouvé dès l’origine. il est toutefois depuis 1994 en dépôt musée de la cathédrale de Hildesheim .